# Demokratyczna Liga Kosowa
Demokratyczna Liga Kosowa alb. Lidhja Demokratike e Kosovës – druga pod względem wielkości partia polityczna w Kosowie o charakterze prawicowym. Wcześniej rządząca samodzielnie, obecnie tworzy rząd z DPK. Przywódcą partii był zmarły w 2006 prezydent prowincji Ibrahim Rugova, a obecnie na jej czele stoi Isa Mustafa.